# 刘均益
刘均益（1943年10月—1999年2月），广东梅县人。中共第九、十届中央委员。
1964年9月加入中国共产党。广州轧延厂（隶属广州钢铁厂）工人，“工交红旗”负责人（广州工交红旗革命造反委员会，简称工交红旗，是广州市文革时东风派、红旗派以外的第三派别）。担任广东省革委会常委、广州市委常委。1977年5月停职审查。1982年11月开除党籍。1983年5月撤销一切行政职务。1999年2月逝世于广州。